# Église Saint-Joseph de Providence
L'église Saint-Joseph (St. Joseph's Church) est une église catholique de Providence (Rhode Island) en Nouvelle-Angleterre (côte Est des États-Unis). Dédiée à saint Joseph, elle dépend du diocèse de Providence. Il s'agit de l'église catholique la plus ancienne de Providence, puisqu'elle a été construite entre 1851 et 1853, pour la communauté irlandaise. Elle se trouve 86 Hope Street. 

## Histoire et description

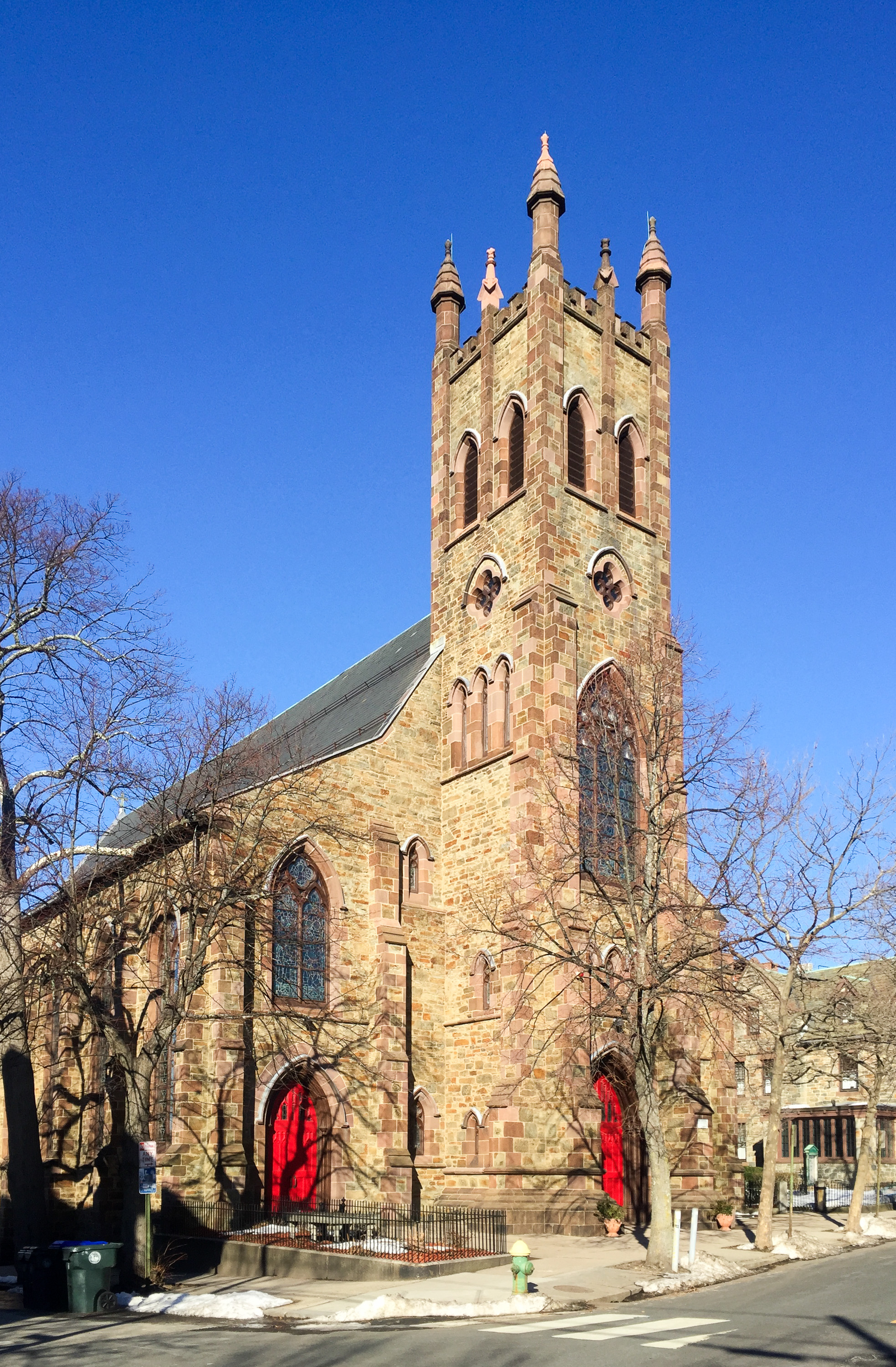
Vue de l'église Saint-Joseph.

L'église Saint-Joseph a été conçue selon les plans de l'architecte irlando-américain Patrick Keely (en), auteur de nombreuses églises de Nouvelle-Angleterre. Cette église de pierre grise est d'architecture néo-gothique de style anglo-normand ; elle est terminée en 1853. Il s'agit d'une grande structure rectangulaire présentant un clocher-porche crénelé en avancé au milieu de la façade. Quatre pinacles se dressent aux angles. Les côtés de l'église sont soutenus par des contreforts. L'intérieur est à trois nefs. 
L'église a été inscrite à la liste du Registre national des lieux historiques en 1974.
L'acteur George M. Cohan a été baptisé dans cette église en 1878.